# Alexander F. Skutch
El doctor Alexander Frank Skutch (Baltimore, Maryland, 20 de mayo de 1904 – San Isidro de El General, Costa Rica, 12 de mayo de 2004) fue un naturalista y escritor conocido por sus aportes a la ornitología, la botánica y la filosofía en América Central. En la ornitología es recordado principalmente por sus estudios pioneros sobre la reproducción cooperativa en las aves y sus aportes a la filosofía biológica y la bioética.

## Biografía
Alexander Frank Skutch nació en Baltimore, Maryland, en 1904. Luego de recibir en 1928 un doctorado en botánica de la Universidad de Johns Hopkins, el Dr. Skutch fue contratado por la United Fruit Company para investigar las enfermedades que asediaban a las plantaciones de banano en Centroamérica. Tras una estadía inicial en Jamaica, don Alexander viajó a Guatemala, Honduras y Panamá, donde llegó a adquirir un profundo amor por el trópico y sus aves. Aunque siguió recolectando especímenes botánicos a cambio de un sueldo, el Dr. Skutch dedicó el resto de su vida a los pájaros, la conservación y la filosofía.

En 1941 Skutch se compró una finca en Costa Rica. Allí, como dijo uno de los escritores de su obituario: 
"Skutch, un vegetariano de toda la vida, sembraba maíz, yuca y otras verduras, y bebía y se bañaba en un río cercano, pues no tuvo agua corriente hasta la década de los noventa. Él creía en 'andar sobre la Tierra con pasos ligeros'. Junto a su esposa Pamela, hija del naturalista, botánico y orquideólogo inglés Charles H. Lankester, con quien se casó en 1950, y su hijo adoptivo Edwin, el Dr. Skutch permaneció ahí por el resto de su vida".
Además de ser uno de los primeros miembros del Centro Científico Tropical (CCT) y miembro fundador de la Asociación Ornitológica de Costa Rica, Skutch escribió más de 40 libros y 200 artículos sobre ornitología, en los cuales prefería emplear un estilo descriptivo que rechazaba las estadísticas e incluso el anillamiento de aves. Murió ocho días antes de su centésimo cumpleaños el mismo año que recibió el Premio a la investigación Loye and Alden Miller. Su finca, "Los Cusingos", es hoy un refugio de aves y una casa museo bajo la gestión del CCT.
El Dr. Skutch es reconocido como uno de los ornitólogos más importantes del mundo.

## Obra
Es ampliamente aceptado que el mayor aporte del Dr. Skutch son sus publicaciones sobre la historia natural y los ciclos de vida de muchas especies de aves tropicales. Además acuña el concepto de "biocompatibilidad", el cual implica la potencialidad de mejorar la salud del planeta por medio de la disminución del sufrimiento de los ecosistemas.

### Algunas publicaciones
- 1954 – Life Histories of Central American Birds I: Families Fringillidae, Thraupidae, Icteridae, Parulidae and Coerebidae. (Pacific Coast Avifauna 31). Cooper Ornithological Society: Berkeley.

- 1960 – Life Histories of Central American Birds II: Families Vireonidae, Sylviidae, Turdidae, Troglodytidae, Paridae, Corvidae, Hirundinidae and Tyrannidae. (Pacific Coast Avifauna 34). Cooper Ornithological Society: Berkeley.

- 1967 – Life histories of Central American highland birds. (Publications of the Nuttall Ornithological Club 7). Harvard University: Cambridge.

- 1969 – Life histories of Central American birds III: Families Cotingidae, Pipridae, Formicariidae, Furnariidae, Dendrocolaptidae, and Picidae. (Pacific Coast Avifauna 35). Cooper Ornithological Society: Berkeley.

- 1970 – The Golden Core of Religion. Holt, Rinehart & Winston: New York. ISBN 0-03-085082-7

- 1971 – A Naturalist in Costa Rica. University of Florida Press: Gainesville. ISBN 0-8130-0312-1

- 1972 – Studies of Tropical American Birds. (Publications of the Nuttall Ornithological Club 10). Harvard University: Cambridge.

- 1973 – The Life of the Hummingbird. Crown Publishers: New York. ISBN 0-517-50572-X

- 1976 – Parent Birds and Their Young. (Corrie Herring Hooks series 2) University of Texas Press: Austin. ISBN 0-292-76424-3

- 1977 – A Bird Watcher's Adventures in Tropical America. (Corrie Herring Hooks series 3) University of Texas Press: Austin. ISBN 0-292-70722-3

- 1979 – The Imperative Call: A Naturalist's Quest in Temperate and Tropical America. University of Florida Press: Gainesville. ISBN 0-8130-0579-5

- 1980 – A Naturalist on a Tropical Farm (ilustró Dana Gardner). University of California Press. ISBN 0-520-03802-9

- 1981 – New Studies of Tropical American Birds (ilustró Dana Gardner). (Publications of the Nuttall Ornithological Club 19). Harvard University: Cambridge. ISBN 1-877973-29-7

- 1983 – Birds of Tropical America (ilustró Dana Gardner). (Corrie Herring Hooks series 5). University of Texas Press: Austin. ISBN 0-292-74634-2

- 1984 – Aves De Costa Rica (ilustró John S. Dunning). Editorial Costa Rica: San José. ISBN 9977-23-108-7

- 1984 – Nature Through Tropical Windows. University of California Press. ISBN 0-520-04745-1

- 1985 – La Finca De Un Naturalista (ilustró Dana Gardner). Libro Libre: San José, Costa Rica. ISBN 9977-901-20-1

- 1985 – Life Ascending. University of Texas Press: Austin. ISBN 0-292-70374-0

- 1985 – Life of the Woodpecker (ilustró Dana Gardner). Ibis Publishing: Santa Monica. ISBN 0-934797-00-5

- 1987 – Helpers at Birds’ Nests: A Worldwide Survey of Cooperative Breeding and Related Behavior (ilustró Dana Gardner). (1ª ed.) University Of Iowa Press. ISBN 0-87745-150-8

- 1987 – A Naturalist Amid Tropical Splendor (ilustró Dana Gardner). University of Iowa Press. ISBN 0-87745-163-X

- 1989 – A Guide To The Birds Of Costa Rica (con Frank Gary Stiles, ilustró Dana Gardner). Comstock Publishing Associates/Cornell University Press: Ithaca. ISBN 0-8014-2287-6

- 1989 – Birds Asleep. (Corrie Herring Hooks series 14). University of Texas Press: Austin. ISBN 0-292-70773-8

- 1989 – Life of the Tanager (ilustró Dana Gardner). Comstock Publishing: Ithaca. ISBN 0-8014-2226-4

- 1991 – Life of the Pigeon (ilustró Dana Gardner). Comstock Publishing: Ithaca. ISBN 0-8014-2528-X

- 1992 – The Origins of Nature's Beauty. Essays (Corrie Herring Hooks series). University of Texas Press: Austin. ISBN 0-292-76037-X

- 1996 – Antbirds and Ovenbirds: Their Lives and Homes (ilustró Dana Gardner). University of Texas Press: Austin. ISBN 0-292-77705-1

- 1996 – Orioles, Blackbirds, and Their Kin: A Natural History (ilustró Dana Gardner). University of Arizona Press. ISBN 0-8165-1601-4

- 1996 – The Minds of Birds. (Louise Lindsey Merrick Natural Environment Series 23). Texas A&M University Press: College Station. ISBN 0-89096-671-0

- 1997 – Life of the Flycatcher (ilustró Dana Gardner). University of Oklahoma: Norman. ISBN 0-8061-2919-0

- 1999 – Helpers at Birds’ Nests: A Worldwide Survey of Cooperative Breeding and Related Behavior (ilustró Dana Gardner) (2ª ed. expandido) University Of Iowa Press. ISBN 0-87745-674-7

- 1999 – Trogons, Laughing Falcons, and Other Neotropical Birds (Louise Lindsey Merrick Natural Environment Series) Texas A&M University: College Station. ISBN 0-89096-850-0

- 2000 – Harmony and Conflict in the Living World (ilustró Dana Gardner). University of Oklahoma Press: Norman. ISBN 0-8061-3231-0

- 2002 – Field Guide to the Wildlife of Costa Rica (con Carrol L. Henderson & Steve Adams). (Corrie Herring Hooks series). University of Texas Press: Austin. ISBN 0-292-73459-X

- 2006 – Moral Foundations: An Introduction to Ethics. Axios Press. ISBN 0-9661908-9-0

## Obras relacionadas
Ricklefs, R. E. (2000). Lack, Skutch, and Moreau: the early development of life-history thinking. The Condor, 102(1), 3-8.
Jiménez, C. A. (2004). Alexander Skutch: la voz de la naturaleza. Editorial INBio.

## Abreviatura (zoología)
La abreviatura Skutch  se emplea para indicar a Alexander F. Skutch como autoridad en la descripción y taxonomía en zoología.

- La abreviatura «Skutch» se emplea para indicar a Alexander F. Skutch como autoridad en la descripción y clasificación científica de los vegetales.[2]